# Itapecuruemys
Itapecuruemys ('Itapecuru-schildpad') is een geslacht van uitgestorven pleurodire schildpadden dat werd ontdekt in de Itapecuru-formatie uit het vroege Krijt van Brazilië. 

## Naamgeving
Het is een monotypisch geslacht, waarbinnen in 2020 alleen de typesoort Itapecuruemys amazoniensis benoemd is door Diogo Lins Batista, Ismar de Souza Carvalho en Marcelo S. de la Fuente.
Het geslacht is vernoemd naar de Itapecuru-formatie van Brazilië, de formatie waarin de overblijfselen van Itapecuruemys zich bevonden en verbindt de naam daarvan met een Grieks emys, 'zoetwaterschildpad'. De soortaanduiding is genoemd naar het Amazonegebied, waar het in 1995 werd ontdekt.
Het holotype is UFRJ DG 66-R, een pantser in een laag die dateert uit het Aptien-Albien.

## Beschrijving
Het pantser van Itapecuruemys amazoniensis is ovaal van vorm, breed en laag. Fenestrae ontbreken.
Er werden enkele onderscheidende kenmerken vastgesteld. De zesde en zevende neuralia worden gescheiden door het zesde costale. Het zevende neurale raakt het zesde, zevende en achtste costale en een suprapygale.
De zijranden van het pantser lopen naar achteren naar elkaar toe, met het breedste punt ter hoogte van de vierde rib. Het grootste deel van het pantser is onbekend. Het bewaarde deel bestaat uit een nekplaat en verschillende suprapygale platen, evenals zeven neurale platen, zestien costalia, ribplaten en negen peripheralia, randplaten, van de rechterzijde. Er bevinden zich geen fontanellen tussen de costalia en de peripheralia. Het eerste neurale is in vorm vergelijkbaar met dat van Kurmademys. De tweede tot vijfde neuralia lijkt meer op die van Foxemys. De nekplaat is alleen bewaard in een fragment van het voorste gedeelte. De conservering van de voorste platen van Itapecuruemys is slecht, waarbij alleen de tweede en derde neuralia en de tweede, derde en vierde pleuralia identificeerbaar zijn.

## Fylogenie
Itapecuruemys werd binnen de Bothremydidae geplaatst in een klade met Cearachelys en Galianemys.